# ポーリュシカ・ポーレ
ポーリュシカ・ポーレ（ロシア語: Полюшко-поле）は、1934年に作られたロシア語の歌。ヴィクトル・グーセフ（Виктор Михайлович Гусев, 1909-1944）作詞、レフ・クニッペル (Лев Константинович Книппер, 1889-1974)作曲。クリメント・ヴォロシーロフに献呈された『交響曲第4番《コムソモール戦士の詩》』の第1楽章第2主題がのちに独立して軍歌として歌われるようになった。「ロシア内戦」における赤軍（クラースナヤ-アールミヤ、Красная-Армия）の活躍を歌ったもので、赤軍合唱団の歌唱により世界的に知られるようになった。

## コムソモール戦士の詩
クニッペルの交響曲第4番『コムソモール戦士の詩 (Поэма о бойце-комсомольце)』ヘ短調 作品41は、1933年（1934?）に作曲され、1934年にアレクサンドル・ガウクの指揮によりモスクワにて初演された。1964年改訂。
全4楽章で、2人の独唱者（テノール・バリトン）と混声合唱、管弦楽のために書かれている。評論家片山杜秀は、「大衆路線にモダニズム風味の片鱗が覗くカンタータ風交響曲」と評している。
第1楽章: Andante maestoso - Allegro作曲者が「人生の主題」と呼んだ決然たる第1主題と、『ポーリュシカ・ポーレ』の第2主題からなる。『ポーリュシカ・ポーレ』の主題は後の3つの楽章にもあらわれ、楽章全体の統一が意図されている。
第2楽章: Allegro行進曲風の快活な楽章。中間部、及びコーダに『ポーリュシカ・ポーレ』が使われている。
第3楽章: Tempo di marcia funebre速度指定のように、葬送行進曲風の雰囲気を持つ緩徐楽章。コーダに『ポーリュシカ・ポーレ』が少しだけ顔を出す。
第4楽章: Andante二部形式で、前半のロシア舞曲風の部分と後半の行進曲風の部分からなる。『ポーリュシカ・ポーレ』のほかに、他の主題も再現・回想される。

## 日本での受容
日本では1971年に、TBS系テレビドラマ『冬の雲』の挿入歌として仲雅美が歌った曲として知られる。なお、橋本淳による仲雅美の歌った歌の歌詞は、原詞と異なり「恋愛」を歌ったものとなっている。日本語では『ポーリュシュカ・ポーレ』、『愛しき草原』、『わが草原』、『小さな草原』、『草原よ』などとも訳される。1998年にはTBS系テレビドラマ『青の時代』（堂本剛主演）のオープニングテーマにOrigaによるカバーが使用された。